# いろづきチンクルの恋のバルーントリップ
『いろづきチンクルの恋のバルーントリップ』（いろづきチンクルのこいのバルーントリップ）は、2009年8月6日に任天堂より発売されたニンテンドーDS用ソフト。開発はバンプール。通称『いろチン』。
6月24日にはプロモーションの一環として、ニンテンドーDSiウェア『できすぎチンクルパック』がリリースされた。

## 概要
2006年に発売された『もぎたてチンクルのばら色ルッピーランド』の続編にあたる。前作と同じ世界だが、ストーリーのつながりは特にない。前作のテーマが「お金」だったのに対し、本作のテーマは「女性」。前作との違いとして、ジャンルがアドベンチャーとなり、それぞれ違う特技を持った仲間ができた事によって、謎解き要素が増えている（アクション要素も一部存在する）。操作はある場所を除いて全てタッチペンで行う。
前作と同じく、シュールかつブラックな要素が多い。

## ストーリー
恋人のいない35歳独身無職の主人公は、ある日突然モテモテになれるという謎の本の宣伝を見て、その本を購入し、読んだ。すると、突然本に吸い込まれてしまい、本の世界に入ってしまう。主人公はチンクルとして、元の世界に戻るための旅をするのだった。

## システム特色
タイトルにもあるように「女性と仲良くなり、彼女たちの手助けを借りてストーリーを進めること」「過去の時間へ戻ること」が本作の大きな特徴となる。そのために、途中とあるステージ(本作では「ページ」と呼ばれる)から「ラブ・プッシュ」と「バルーントリップ」のシステムを駆使することが必要となってくる。

### ラブ・プッシュ
ストーリー中のチンクルは、そのルックスから行く先々のあらゆる女性たちに気持ち悪がられ散々な目に遭う。場所によっては話を聞いてすらくれない女性もいる。そこで「ラブや」からプレゼントを買い、そのプレゼントで彼女たちの気を引くようにする必要がある(ラブやについては後述)。このシステムがラブ・プッシュである。
ラブやから買えるプレゼントには「たべもの」「ファッション」「インテリア」「どうぐ」「しゅみ」の5つの種類、「かわいい」「クール」「アダルト」「ゴージャス」「ちんぴん」の5つの属性がある。さらにプレゼント自身の「レベル」が存在し、レベル1から3まである(レベルが上がるほど高級品であることを示し、値段も高い)。属性に関しては2つ持っているものも存在する。渡す対象となる女性にはそれぞれ好みの種類・属性及びレベルがあり、女性の好みやレベルに合ったプレゼントをすると好感度が上がりゲージが上がる。逆に好みに合わないプレゼントをしてしまうと、ゲージが減り嫌われてしまう。ゲージが満タンになると空になっていた状態のハートが1つ埋まり、チンクルへの態度を一変させることができる。中にはラブやが取り扱っていない非売品のプレゼントを渡す必要があるキャラクターも存在する。
ハートは1人につき通常1個持っている場合が多い。しかし中には複数個持っている女性もおり、彼女たちはストーリーを進めるのに大いに関わることとなる(後述)。
ハートを増やすことで『モテど（度）』が上昇し、呼称もランクアップする。ただしその呼称は『グラサン』⇒『スマート』⇒『ファンクラブ』⇒『ジゴロ』⇒『レジェンド』と聞こえの良いものは少ない。プレゼントボックスを開けば、呼称に合わせて鏡に映る容姿も変化する。

### バルーントリップ
チンクルが風船を使うことによって、以前クリアしたページのその後の世界へ飛ぶことが出来る。言わば時間の巻き戻しであるが、女性のハートの数や所持しているルピーの量に変化はない。ただし一部のアイテムは時間の網目と呼ばれる障害によって他のページへは持ち込めない。ページクリア後にしか起こらないイベントも多くあり、やりこみ要素が多い。

## キャラクター
チンクル（声：倉島一幸）
主人公。35歳無職独身、彼女なし。タイトルデモではひっきりなしに列車が行き交う、廃車が放置されている、老犬や野良猫が彷徨う、チンピラが壁に落書きをするなどかなり劣悪な住環境で生活している様子が見られる。
怪しげな通販で購入した本の世界に吸い込まれ、元の世界に戻るために道中出会う後述の仲間を率いてシティを目指す。
小太り、出っ歯、赤っ鼻等の元々の残念な容姿に加え、本の世界では緑の全身タイツを身に纏って珍妙なリアクションを繰り出すため、本作では行く先々で（特に女性に）変質者呼ばわりされている。
非常に惚れっぽく、目にハートを浮かべながら女性に近づくが、相手の女性は大抵死角からその不気味な表情を突然目の当たりにするので、物を投げつけられたり、張り倒されたりするのがお約束となっている。

### 仲間
チンクルと共に行動する仲間たち。全員『オズの魔法使い』の登場人物がモチーフになっている。
カカシ
小柄な案山子。占い師のおばさんの畑を襲うカラスを追い払えず、案山子としての役割を果たしていないのを悩んでいる。チンクルへの占いでカカシのシルエットを見たことから、おばさんにチンクルのお供をするよう指示される。
当初は旅に出る理由がないと難色を示したが、シティでキングに会えば悩みが解決するかもしれないからと諭され仲間となる。
悪意はないが、頭の中もワラなので、かなりの天然ボケ。体が小さいので狭い穴に入れる。また、ワラを1本引き抜いて、物をつついたり、小さな穴に挿し込んだりすることで反応を調べることができる。
占い師のおばさんからもらったメダルを管理しているが、行く先々で見せびらかすため、トラブルの原因にもなっている。
ライオンには「ちびすけ」と呼ばれ、子ども扱いされるのを嫌がるが、人間界の年齢で4歳。
ブリキ
やや色っぽい女性型ロボット。電池で動いている。球体状の乗り物で飛んで移動していたが、エンジントラブルによりコーン畑に墜落しているところをチンクルに助けられる。優しさと思いやりはなく、当初はチンクルに礼ひとつ言うことなく立ち去るが、シティでキングに会えば目的が達成できるという利害の一致から仲間に加わる。自分の容姿、性能に絶対の自信を持っている。高度の頭脳で分析するのが得意。脚部にはヒールが付いており、キックも繰り出せる。ライオンほどパワーはないが、正確無比かつ無慈悲に蹴り上げるので用途に応じて使い分ける必要がある。
型番はBRK-001。作中の大手機械メーカーであるオービタル工業のパーツで作られているが、当のオービタル工業製のロボットたちからはそのような型式は存在しないと否定されている。
危険を知らせるときは四つんばいになって、首をパトランプのように360度回転させるが、その仕草は不気味極まりなく、チンクルたちも怯えるほど。
初対面となるのはコーン畑だが、実はその前にブリキが乗っていた球体状の乗り物とチンクルは空中で激突しており、墜落の原因を作ったのは他ならぬチンクルである。
ライオン
体は大きいが臆病なライオン。度胸をつけるために来ていた夜の森でチンクルたちに散々追い掛け回され、追い詰められた末に仲間に加わる。屈強な風貌とは裏腹に暗闇、怪談、高い所、乗り物と様々なものを苦手とし、過敏に反応する。
鬣は実はドレッドヘア。背中のウサギは趣味のソーイングセットが入ったポシェットらしい。
力が強く、肉弾戦のほとんどを請け負い、重いものを持ち上げることもできる。また、動物と会話して鳴き声を翻訳できる能力もあるが、この時は翻訳する動物の顔と同じになるため一種の顔芸となる。
極端に臆病な点を除けば一行の中では一番の常識人であり、設定上会話ができないチンクルに代わって交渉の窓口や仕切り役になることが多い。

### 主な女性
テーマになっているように、ストーリー上で多くの女性が関わってくる。ラブ・プッシュによって好感度を上げ、ハートが満タンになるとイベントが発生する。またハートが増えることによって、ラストバトル時のチンクルの体力が多くなる。
センセイとアズサへのラブ・プッシュに関しては、バルーントリップによって過去に戻る必要がある。
イオナ
フルネームはイオナ・ナッツバイヤー。アオモノビレッジに住む19歳の女の子。
家族で種苗店を切り盛りしている。村を深く愛しており、現在の衰退を憂いている。強気な性格だが本当は優しい。
かつて村で収穫できた幻の植物『ガソリンゴ』（後述）を蘇らせようと独自に研究していて、そのガソリンゴを巡ってチンクルたちとともに一騒動起こしてしまう。
解決後は、チンクルたちを駅で見送るが、チンライナーが去った直後にバルーントリップで戻ってきたチンクルと余韻に浸る間も無く再会してしまうため、複雑な感情を見せる。
センセイ（フローレンス）
顔にそばかすがあるおしとやかな女性。シティ出身だがあまりダンスパーティには関心がなく、修道院での奉仕活動に打ち込んでいた。
しかし、チンクルと出会い徐々に考えが変わり、シティを懐かしんで舞い戻る。
本来は優しく分け隔てない性格だが、修道院の鐘が盗まれ、そのショックから初対面の人間に警戒心が強くなっていた。そのため直後に出会ったチンクルに対して異常に怯える。
アズサ
鉄道マニアの女の子。廃線となった駅に潜り込み、残骸から関連グッズを探すなどその入れ込み具合は半端ではない。
度の強い眼鏡をかけている。非常にガードが固く、ラブ・プッシュには、何度も非売品をプレゼントして打ち解ける必要がある。
鉄道マニアらしくチンクルを当初は『痴漢』と呼ぶ。打ち解けた後は親しみを込めて『タイツおやじ』と改める。
ライア
ウソタミ村の巫女。ウソタミの言葉は全て本来と逆の意味になる。ウソタミは部族の特性上女性が少なく、事実登場する女性はライアのみである。
プリンセス（エメラ）
シティ(シティ・エメラレラ)のお城の王女。世界中の男たちの憧れ。容姿、性格、教養とも非の打ちどころがなく、その美しさに惹かれて小鳥たちが寄ってくるほどである。一方で強引に口説く相手には容赦なく平手打ちを食らわせるなど気が強い一面がある。
その風格にふさわしくラブ・プッシュにおいてはハートが5つと全登場人物中最高である。
チンクルほど大きくはないが、チンクル同様、顔の左側にほくろがある。

### ゲーム進行上、システムに関する人々
ラブや（ラブ屋）
見た目は天使のコスプレ姿の貧相な中年男性。
アオモノ・ビレッジで女性に酷く嫌われるチンクルを見かけて、ラブ・プッシュを指南する。脱サラして愛を与えることに目覚めたシティ出身の男。チンクルにシンパシーを感じるのか、彼に対しては異常に腰が低い。女性と仲良くなる上で必須となるグッズを売ってくれる。
彼が売る商品は、全て女性の好みに対しプラス作用があるがその内訳は「期限切れの大当たりクジ」「1ドットだけ描かれた絵画」など受け取った後で「何よコレ」となりそうな微妙な物が多い。
重要なお知らせがある時は弓の弦を弾く。この時のメロディは微妙にずれているが、同社の作品「光神話 パルテナの鏡」が元ネタである。
ブタ
チンクルの行く先々で登場する。ぐるぐると回っており、タッチするとせいブー(セーブ)をしてくれる。
ネタバレせんにん
川で溺れているところをチンクルに助けられ、その礼として攻略のヒントを授けてくれる仙人。ブタの上で浮遊している。
ひろったよこぞう
前作から引き続き登場。拾った地図を売ってくれる。

### ページごとに登場する主要登場人物

#### ファーム（ページ1）
おじいさんとおばあさん
ひなびた農園を営む老夫婦。チンクルが本の世界に迷い込んで最初に会う。本の世界にやってきた主人公を自分たちの身内のように扱い、混乱させる。
主人公をチンクルと呼び、緑の全身タイツを纏わせた張本人たちである。緑の全身タイツを着せたのはパーティのドレスコードで緑の服が必要だかららしい。
シティのダンスパーティに行くよう促し、強制的に人間大砲で送り出す。
一応チンクルには親身になってくれるが、どこかよそよそしく、不自然さがつきまとう。

#### うらないハウス（ページ2）
占い師のおばさん
3匹のテントウムシと共に暮らす、非常に大きな身体を持つお茶が大好きな婦人。元はシティの建国に貢献した宮廷魔法使いだった。異世界にやって来て途方にくれているチンクルに占いでシティでプリンセスと踊る姿を浮かび上がらせ、黄色い道に沿ってシティに行けばきっと帰れるとアドバイスする。
占いに裏庭のカカシがいることに気づき、カカシに自分の持つメダルを預け、チンクルと一緒に旅立たせた。
テントウムシたち
おばさんの従者。それぞれが「常に笑顔」「常に悲しげ」と表情が1つの感情に固定されている。ここで登場するのは3匹だが、実は全部で7匹兄弟。末弟が行方不明となっていて、兄達を心配させている。
イシデース
占いハウスの近くにある噴水の女神像。石像とはいえこれもまた女性なのでチンクルを毛嫌いする。

#### コーン畑（ページ3）
ピーターおじさん
独特の訛りで話す農夫。足を怪我しているのでフローレンスの介護を受けているが、彼女の将来を案じ、シティに戻るよう諭している。
シティへ続く黄色いレンガ道のレンガを引っぺがして小屋を作ってしまったため、チンクル一行は道に迷ってしまい、おじさんに途絶えた道の続きまで送ってもらうことになる。
既存のロボットと比べてブリキのあまりの無愛想ぶりに驚きながらも「ロボットのあのお仕着せの笑顔は苦手だからこっちの方がいい」と気に入っている。

#### 森（ページ4）
リス（RISU）
見た目はかわいいリス達だが、性格は凶暴。徒党をなして木を襲ったり、物を投げつけたりと傍若無人にふるまう。
ボス格のリスは非常に大きく、見た目はヤクザそのもの。
何度も調べることでRISUと表記を変えることが可能だが意味はない。
人面樹
深い皺が刻みこまれた文字どおり顔のある木で会話も可能。「わしからは以上です」が口癖。顔は不気味で無表情だが、子ども（果実）たちに深い愛情を注いでいる。何度も顔にパチンコを当てると恐ろしい表情に変化してルピーを奪ってくる。
ニンジャ
外見は前作に登場した流れ者用心棒の『ヤモリ』そのものだが、関係は不明。
森で見つかったのを発端にチンクルに見つからないようあちこちに潜んでいる。

#### さいはてステーション（ページ5）
独身超特急チンライナー
駅に放置されていた古い機関車。黄色いレンガ道が駅を境に黄色い線路に変わってしまったため、この機関車を修復しなければならなくなる。
散らばった部品を揃えることで機能が蘇る。燃料は植物性の油。
元々の見た目は普通の蒸気機関車だったが、機能の復活と同時に大幅に変形し、チンクルのとんがり耳と赤っ鼻を強調したかのようなデザインになる。
他のライナーと比べると「どことなく下品」らしい。

#### アオモノ・ビレッジ（ページ6～8）
イオナのママ
畑仕事を取りまとめ役で、親しくなったチンクル一行にも畑仕事のアルバイトをさせてくれる。
アルバイトは四人の中から誰が働くかを決め、制限時間内に畑から収穫物を引き抜くミニゲームであるが、見た目はマリオUSAのオマージュ。
キャラクターによって移動速度や引き抜く力が異なる。なお、カカシは力が弱すぎて野菜を引き抜けないが、四人の中では唯一ワラを穴に垂らしてミミズを捕まえることができる。
なお、他にもアルバイトに参加できるキャラクターがいる。
ニミ男爵
フルネームはニミマム・ニミストップ。金髪下膨れで緑のジャケットを着用。
シティのダンスパーティのパートナーを探す旅をしている貴族。名前から連想できるとおり相当な小柄で「ミニ男爵」と間違えるとわざわざ訂正してくる。イオナを巡ってチンクルと競り合うが結局破れ、その後もちょくちょく顔を見せては金と身分に物を言わせて鼻につく言葉を投げかけてくる。一方で皮肉交じりながらもチンクルを「マイフレンド」と呼び、セガーレのような悪辣な妨害工作は一切してこないなどフェアな一面がある。
シティでは最終決戦の前のダンスパーティでダンスパートナー巡ってエスコートの鞘当てを演じることになるが、ここでも打ち負かされると潔く身を引く。
金こそ持っているものの、女性に縁遠いという点ではチンクルとどっこいどっこいの様である。
ヨクリーバ
レンタル畑を経営する夫人。52歳。猜疑心が強く、頑固で吝嗇のため、イオナも苦手とするなど村での評判はあまり良くないが、それは孤独の寂しさからくるもので、根は悪人ではない。
ラブ・プッシュクリア後はチンクルにベタ惚れし常に鼻息荒く接してくる。
なぜか頭に双葉が育っている。
花屋のおばさん
花屋を営む大柄な婦人。ある出来事で時間に間に合わず手詰まりになってしまったチンクルにバルーントリップの技を授け解決に導く。彼女もまた2匹のテントウムシと生活している。
釣りじいさん
釣りの達人で登場時はよぼよぼの老人だが、彼が紛失したあるものを取り返すと見違えるほど饒舌かつ快活になる。
釣ったものの買い取りと、釣果のスタンプラリーをさせてくれる。釣りの雑誌に連載コラムを持っている模様。
ダン＆ジョン
アオモノビレッジの遺跡を勝手に改装してダンジョン屋にしてしまった二人組。サングラスのリーゼントがダン、金髪眼鏡がジョンである。
受付はアメリカの子供部屋のような雰囲気で、玩具が散乱している。ダンにルピーを払えばレベルに応じたダンジョンに挑戦させてくれるが、そのシステムは、ファミリーコンピュータのような機械に挿し込むカートリッジを交換することでダンジョンが切り替わるという不可解なもの。
ダンジョンで制限時間内にコインを拾って戻れば、コインの枚数に応じてルピーをくれる。基本的にローリスク、ハイリターンのため、ルピー不足の時はダンジョン探索で稼ぐのが必須となる。
なお、ダンジョンは世界に散らばっているカートリッジを集めることで増やすことができる。
ジャーナリスト
ガソリンゴ騒動の取材にやってきた新聞記者。『オレしんぶん』という無料誌を発行している。
スポンサーの出資で賄っているようだが、出資者の中に『ラブや』もいるようである。
ジャーナリストとして真実を伝える使命に燃えているが、少々独善的。
新聞もかなり誇張された記事が多く、新聞というよりはゴシップ誌に近い。
シティで再会することになるが、この時はチンクルと名乗る男（実はセガーレ）が起こした騒動を検証もせずに本人の仕業と決めつけ、大々的に誤報を流してしまう。

#### 工事現場（ページ9）
作業員たち　
主任を筆頭に8人のメンバーでトンネル工事に従事している。
工事の完成は目前なのだが、皆疲れ切っていて顔色が悪く、力も入らないためほとんど作業が進んでおらず、チンクル達が手助けをすることになる。
全員が日の光に痛みを覚えたり、体が冷たかったりと不審な点が多い。なぜだかは不明。

#### 大海峡（ページ10）
受付のおばさん
渡航許可局の受付に就いている。息子のイーグルが大企業のオービタル工業に勤めていることを誇りに思っている。
イーグル
受付のおばさんの息子。少々粗暴、無気力、他力本願だが母思い。無職では海峡を渡れないので、チンクルが仕事に就けるようある職種のテストを紹介してくれる。オービタル工業に勤めていたが母に内緒で退職したことを悩んでいる。
エージェント
イーグルの紹介でチンクルがある仕事に就く資質があるかテストをしてくる。見た目は前作に登場した用心棒のマイクと同じ。
激突ばあさん
当たり屋まがいのことをして生計をたてている老婦人。孫も手癖が悪く、一家そろって性質が悪い。意外にも生業としてしっかり名刺を持っている。

#### チケット窓口、パッサパ砂漠、ウソタミ村（ページ11）
グレート
迷彩服姿の砂漠マニアの男性。何よりも砂漠でのサバイバルが大好きで熱く語り出したらキリがない。
本来砂漠には全く用がなかったチンクル一行だったが、セガーレによってカカシが砂漠の奥にあるウソタミ村に拉致されてしまったため、止む無くグレートのサポートを受けながら進むことになる。
ウソタミ村の長老
ウソタミ村の住人で唯一嘘のない言葉で語ることができる人物。
村の伝統を重んじながらもライアの将来を案じ、真実が語れる辞書を持たせた上でライアをシティへ旅立たせる。
嘘民的巨神体オオウソツキ
ウソタミ村の守護神でオオウソツキさまと崇められる。ウソタミ族をそのまま大きくしたような姿をしている。チンクルに試練と称して複数の質問を投げかけてくるが、これをすべて嘘で答えねばならず、プレイヤーの判断力が求められる。

#### エメラレラ・シティ（ページ12、13）
バーテン
宿屋を経営する女主人。陶器のような不思議な顔立ちをしている。
チンクルを「シャチョさん」と呼ぶなど外国人ホステスのような話し方をする。
掃除の少年
金髪碧眼の少年で宿屋の従業員。「～ジョ」という独特の口癖で喋る。
どこかドライで冷めた物言いをするが、根は素直である都市伝説をかたく信じている。
ごろつき三人組
毎夜のように僅かな金で宿屋に入り浸って大騒ぎする、店からは煙たがられている常連客。
それぞれが巨漢、痩せ型、小男とある別の三人組に中途半端に似ているところを付け入られ、セガーレに雇われる。
看守姉さん
激突ばあさんの孫だが、その血統とは思えないほど実直な性格の女性看守。
無実の罪で牢獄に放り込まれたチンクルたちを密かに助けてくれる。
シグマ・ジェット
宿屋でチンクルたちの部屋の隣室に寝泊まりする中年男性。シグマ・ジェットは本名ではなく、字らしい。
プリンセスをアイドルのように崇め奉り、望遠鏡を通じて常に見守り続けている。チンクルを「緑の友」と呼んで同類扱いしてくる。
チンクルにはおよばないものの、それなりの妄想力の持ち主らしい。
あるアイテムを通じて間接的に別の登場人物の身内であることがうかがえる。
キング
エメラレラ国王であると同時にプリンセスの父。彼に頼めば願いが叶うということで、カカシ、ブリキ、ライオンはそれぞれの思いを秘めて、国王への面会のためシティを目指している。
容姿、性格とも極めてまっとうな人物で威厳に満ちており、濃すぎる登場キャラクターが多い本作においては、その普通すぎる個性は逆に際立っている。
ブルー婦人
シティのパーティに参列した大柄な婦人。やはりテントウムシを従えている。少々柄が悪いが、打ち解けると親身になって世話をしてくれ、最終決戦に備えてパチンコをパワーアップしてくれる。実は占い師、花屋の婦人達とは姉妹。

### 敵
ガソリンゴ
アオモノビレッジでかつて収穫できたというリンゴに似た植物。植物性の油を大量に含んでいるため、その果実は燃料などに利用されてきた。
チンクルのチンライナーが燃料漏れが原因で止まってしまったため、村の発展のためガソリンゴを求めていたイオナと目的が一致し、共同作業で育てることになる。
ところが肥料の配合を誤り、急激に育ったガソリンゴは『大炎上果実ガソリンゴ』としてモンスター化し、チンクルたちに襲い掛かる。
この凶暴化したガソリンゴを倒すと本来の姿に戻り、大量の果実となって村に降り注ぐ。
セガーレ
シティの隣国「トナリン王国」の王子。ブリキの分析によれば推定25歳。かなりナルシストな性格で、幼馴染でもあるプリンセスには自分のような「イケメン」がふさわしいと思っているが、プリンセスからは異性として全く相手にされていない。母であるマジヨからチンクルの存在を教えられ、道中の監視役として送り込まれるものの、チンクルがプリンセスに近づこうとしていることが気に入らず、母親の意に反してシティ行きを（かなりセコい手段で）阻止しようとする。普段は赤いフードにサングラスをかけている。舞踏会でプリンセスの手を引き、ビンタを喰らった事で有名。ウマーレにまたがるときに後ろ向きに乗ったり、間違えてヤギに乗ったり、オオウソツキに食べられたりと、かなりのヘタレ。チンクルに化けて悪事を働くも結局失敗し、最後は高機動おしおきマシン『万能機械王様メカニキング』に搭乗して襲いかかる。しかしこれも破れ、最終的にライオンに拷問を受けてマジヨの謀略を白状する。
ウマーレ
尻尾にリボンがついている白馬でセガーレの相棒。へタレなセガーレに呆れながらも面従腹背でセガーレの悪事を手伝う。セガーレより要領は良い。
マジヨ
セガーレの母でトナリン王国の王妃。モテない男が、女性への妄想を抱くことによって多く放出される特殊な物質「フェロポン」を欲しがっている。フェロポンは己の若さの維持と魔力の源となるため、妄想の塊であるチンクルを最高の素材として狙っている。
冒頭の現実世界でのテレビショッピングの販売員になりすましていたのも彼女であり、本の世界に引き込んだ張本人である。
シティではプリンセスの教育係の「ミセス・エム」として王宮に潜り込んでおり、その立場を利用してプリンセスに毒を盛って危篤状態に陥らせ、これをわざとチンクルに救わせて両者の交流を深めさせることでチンクルの妄想を極限にまで高めている。
企みが露見するとチンクルに「35歳、独身、ニートで冴えないキモオタ男！！」と最大級の罵倒を浴びせ、本作のラストボスとして巨大化し『吸精狡猾召喚師マジヨ』、さらに変形して『抗老化中年女おマジヨ』として立ちはだかる。パチンコによるシューティング方式で戦うことになるがこの戦闘時には溜めこんだフェロポンのパワーをチンクル自身が解放し、体力に換算される。
正体が露見する前でも彼女に対してはラブ・プッシュする場面はない。

## できすぎチンクルパック
『できすぎチンクルパック』は、2009年6月24日に任天堂から発売されたニンテンドーDSiウェア。
チンクルが発明したというタイマーや電卓など、5個の奇妙なアイテムが収録されている。

### ゲームモード
- チンクル占い
- チンクルタイマー
- チンクル電卓
- チンクルダンサー
- チンクルめくり